# 3. marec
3. marec je 62. dan leta (63. v prestopnih letih) v gregorijanskem koledarju. Ostajajo še 303 dnevi.

## Dogodki
- 493 – Teodorik Veliki premaga Odoakra in ustanovi državo s prestolnico v Ravenni
- 1845 – Florida kot 27. zvezna država sprejeta v Zvezo
- 1857 – Francija in Združeno kraljestvo napovesta vojno Kitajski
- 1878 – Bolgarija postane neodvisna država
- 1918:
  - Avstrija, Nemčija in Rusija podpišejo sporazum v Brest-Litovsku
  - predstavniki slovenskih in hrvaških strank v Zagrebu sklenejo dogovor o Državi Slovencev, Hrvatov in Srbov
- 1923 – izide prva številka ameriške revije TIME
- 1924 – Atatürk odpravi kalifat v Turčiji
- 1942 – britanske oborožene sile začnejo napadi Diego-Suarez
- 1943 – pričetek bitke na Neretvi
- 1944 – zavezniško letalstvo bombandira Rim
- 1960 – Laurean Rugambwa postane prvi afriški in temnopolti kardinal
- 1980:
  - Robert Mugabe zmaga na predsedniških volitvah v Zimbabveju
  - v Limi se prične prvi svetovni kongres Indijancev
- 1986 – Australia Act naredi Avstralijo neodvisno državo

## Rojstva
- 1520 – Matija Vlačić Ilirik - Matthias Flacius Illyricus, hrvaški reformator († 1575)
- 1583 – Edward Herbert, prvi baron Herbert Cherburyski, angleški diplomat, pesnik in filozof († 1648)
- 1600 – Jurij Gika, moldavski in vlaški knez  († 1664)
- 1709 – Andreas Sigismund Marggraf, nemški kemik († 1782)
- 1756 – William Godwin, angleški novinar in filozof († 1836)
- 1790 – John Austin, angleški pravnik in filozof prava († 1859)
- 1805 – Jonas Furrer, švicarski politik († 1861)
- 1920 – Yang Kyoungjong, korejski vojak († 1992)
- 1823 – Gyula Andrássy, madžarski državnik († 1890)
- 1831 – George Mortimer Pullman, ameriški izumitelj († 1897)
- 1845 – Georg Ferdinand Cantor, nemški matematik († 1918)
- 1847 – Alexander Graham Bell, škotsko-kanadski izumitelj († 1922)
- 1879 – Jožef Klekl, madžarski slovenski katoliški duhovnik, zgodovinopisec in novinar († 1936)
- 1888 – František Langer, češki zdravnik, pisatelj († 1965)
- 1928 – France Križanič, slovenski matematik († 2002)
- 1931 – Anatolij Djatlov, ukrajinski inženir († 1995)
- 1935 – Michael Walzer, ameriški filozof
- 1949 – Franc Mihelič, slovenski harmonikar
- 1962 – Jackie Joyner-Kersee, ameriška atletinja

## Smrti
- 1033 – Kunigunda Luksemburška, žena rimsko-nemškega cesarja Henrika II., svetinca (* 975)
- 1111 – Bohemod I., tarantski in antiohijski knez, križar (* 1054)
- 1234 – Robert III., grof Dreuxa (* 1185)
- 1239 – Vladimir IV. Rurikovič, kijevski veliki knez (* 1187)
- 1302 – Roger-Bernard III., grof Foixa, knez Andorre, trubadur (* 1243)
- 1323 – Andrew Harclay, angleški plemič, 1. grof Carlisle, vojskovodja (* 1270)
- 1657 – Johann Baptist Cysat, švicarski jezuit, astronom (* 1586)
- 1703 – Robert Hooke, angleški fizik, zdravnik (* 1635)
- 1706 – Johann Pachelbel, nemški skladatelj, organist (* 1653)
- 1707 – Aurangzeb, indijski mogul (* 1618)
- 1768 – Nicola Antonio Giacinto Porpora, italijanski skladatelj, učitelj petja (* 1686)
- 1792 – Robert Adam, škotski arhitekt (* 1728)
- 1806 – Heinrich Christian Boie, nemški pesnik (* 1744)
- 1824 – Giovanni Battista Viotti, italijanski violinist, skladatelj (* 1755)
- 1855 – Robert Mills, ameriški arhitekt (* 1781)
- 1978 – Otto Steinert, nemški fotograf, učitelj, zdravnik (* 1915)
- 1987 – David Daniel Kaminsky - Danny Kaye, ameriški filmski igralec (* 1911)
- 1993 – Carlos Montoya, špansko-ameriški kitarist (* 1903)
- 2004 – Drago Svetina, slovenski častnik, pilot (* 1955)